# Лимасов, Валерий Павлович
Валерий Павлович Лима́сов (род. 5 декабря 1955, Уфа, РСФСР, СССР) — советский боксёр, заслуженный мастер спорта СССР (1977).
В 1979 году окончил Уфимский авиационный институт.

## Достижения
Трехкратный чемпион Европы 1975 и 1977 годов, чемпион Европы и СССР среди юниоров (1974), победитель 2 матчей СССР-США (1978).
Участник летних Олимпийских игр 1976 года — в стартовом поединке выиграл у новозеландца Роберта Колли, но затем проиграл американцу Рэю Леонарду, будущему многократному чемпиону мира среди профессионалов.

### Видеоролики
- Олимпиада-76, 63,5 кг, Леонард — Лимасов